# Майданюк, Осип
Осип (Иосиф) Алексеевич (Александрович?) Майданюк (укр. Осип Майданюк; 11 ноября 1886, Каменец-Подольский, Подольская губерния, Российская империя — 20 апреля 1961, Стокгольм, Швеция) — украинский дипломат, живописец, переводчик, педагог.

## Биография
Сын государственного чиновника. Окончил Краковскую академию искусств. Затем продолжил обучаться живописи в Киеве, Одессе, Львове, Риме и Париже. Участвовал в Киевских выставках.
Преподавал живопись и историю искусства в Каменец-Подольской гимназии, затем в 1913—1914 годах во Львовском художественно-промышленном училище (ныне Львовский государственный колледж декоративного и прикладного искусства имени Ивана Труша).
Согласно тексту письма его жены Эльзы, в начале Первой мировой войны был арестован русскими войсками во Львове и этапирован в Киев, затем в Финляндию. Находясь на пути в Мурманск бежал, отправился на Аландские острова. В 1915 году бежал в Швецию.
С 1917 г. состоял секретарём и переводчиком дипломатической миссии Украинской Народной Республики, действовавшей в 1918—1920 годах в Стокгольме. После провозглашения независимости Украинской Народной Республики в 1918 году, И. Майданюк отвечал за дипломатические отношения с Норвегией и Финляндией. В 1920 году Майданюк подал в отставку, чтобы вернуться к занятиям художественным творчеством.
Основал Фонд поддержки молодых художников (Osyp och Elsa Maidanjuks stipendium) в Стокгольме.
Художник-пейзажист. Писал пейзажи Украины и Швеции. Выставлялся около 40 раз в Швеции, участвовал в выставках в Боллнесе, Сёдерхамне и Худиксвалле. Член Союза украинских журналистов и писателей.
После смерти художника вдова Эльза Майданюк передала его архив и библиотеку в Украинский музей в Кливленде (США).
Представлен в музеях Королевской художественной академии, музеях Львова, Киева, Вены, Берлина, в украинских собраниях в США.